# Пахарито-Меса (Нью-Мексико)
Пахарито-Меса (англ. Pajarito Mesa) — переписна місцевість (CDP) в США, в окрузі Берналільйо штату Нью-Мексико. Населення — 260 осіб (2020).

## Географія
Пахарито-Меса розташоване за координатами 34°58′46″ пн. ш. 106°47′53″ зх. д. / 34.97944° пн. ш. 106.79806° зх. д. (34.979469, -106.797939).  За даними Бюро перепису населення США в 2010 році переписна місцевість мала площу 32,36 км², уся площа — суходіл.

## Демографія
Згідно з переписом 2010 року, у переписній місцевості мешкало 579 осіб у 180 домогосподарствах у складі 113 родин. Густота населення становила 18 осіб/км².  Було 215 помешкань (7/км²).
Расовий склад населення:
| - 35,8 % — білих - 2,6 % — корінних американців - 0,7 % — чорних або афроамериканців - 57,9 % — осіб інших рас |

До двох чи більше рас належало 3,1 %. Частка іспаномовних становила 93,4 % від усіх жителів.
За віковим діапазоном населення розподілялося таким чином: 35,4 % — особи молодші 18 років, 59,2 % — особи у віці 18—64 років, 5,4 % — особи у віці 65 років та старші. Медіана віку мешканця становила 28,8 року. На 100 осіб жіночої статі у переписній місцевості припадало 127,1 чоловіків;  на 100 жінок у віці від 18 років та старших — 139,7 чоловіків також старших 18 років.
Середній дохід на одне домашнє господарство  становив 17 604 долари США (медіана — 14 836), а середній дохід на одну сім'ю — 17 604 долари (медіана — 14 836). 
Цивільне працевлаштоване населення становило 51 осіб. Основні галузі зайнятості: виробництво — 39,2 %, мистецтво, розваги та відпочинок — 35,3 %, освіта, охорона здоров'я та соціальна допомога — 25,5 %.